# Aerugit
Aerugit ist ein sehr selten vorkommendes Mineral aus der Mineralklasse der „Phosphate, Arsenate und Vanadate“ mit der chemischen Zusammensetzung Ni8.5As[6][O8|(AsO4)2] und ist damit chemisch gesehen ein Nickel-Arsenat mit zusätzlichen Sauerstoffionen.
Aerugit kristallisiert im trigonalen Kristallsystem, konnte aber bisher nur in Form feinkörniger Kristalle, derber Massen und krustiger Überzüge bis etwa zwei Millimeter Dicke gefunden werden. Das durchscheinende Mineral ist von dunkelgrasgrüner bis blaugrüner oder hellbrauner Farbe und hat eine ähnliche, hellgrüne bis hellblaugrüne Strichfarbe.

## Etymologie und Geschichte
Erstmals beschrieben wurde das Mineral 1858 von Carl Wilhelm Bergemann. Er entdeckte es an einer Probe aus der Umgebung von Johanngeorgenstadt im Erzgebirge von dem Mineralogen und Mineralienhändler Adam August Krantz erhalten hatte. Dieser wiederum hatte die Probe in einer 1857 in Schneeberg aufgekauften Sammlung gefunden. Auf der Stufe fand Bergemann insgesamt drei neue Nickelminerale, die später als Aerugit, Bunsenit und Xanthiosit bekannt wurden.
Bergemann beschrieb das erstgenannte Mineral als undurchsichtige, dunkelgrasgrüne, kristalline Masse, die an einzelnen Stellen ins Mattbräunliche überging und dort amorph wirkte. Neben einigen chemischen und physikalischen Angaben gab Bergemann mit der Formel Ni5As2O10 (berechnet aus den anteiligen Oxidverbindungen) bereits eine recht genaue chemische Zusammensetzung an. Er zögerte allerdings, dem neuen Mineral einen Namen zu geben, weil es ihm zweckmäßiger erschien, damit zu warten, bis es in größerer Menge aufgefunden wird.
Seinen bis heute gültigen Namen Aerugit erhielt das Mineral vermutlich 1869 durch den französischen Mineralogen Gilbert Joseph Adam (1795–1881), der es in einer tabellarischen Übersicht in seiner Publikation Tableau Mineralogique aufführt. Adam gibt jedoch keine Erklärung für den Namen ab und einige der in der Tabelle angegebenen Eigenschaften wurden mit denen von Xanthiosit verwechselt, obwohl er auf die Beschreibungen von Bergemann verwies. Nach William H. Blackburn und William H. Dennen (1997) soll der Name allerdings eine Ableitung des lateinischen Wortes aeruquo (auch aerugo) für Grünspan in Anlehnung an die Farbe des Minerals sein.
Das Typmaterial des Minerals wird im Natural History Museum (NHM-London) in London (England) unter den Katalog-Nr. 32590 und 1907,103 oder BM 1963,481 und in der Technischen Universität Bergakademie Freiberg (TU-BA-Freiberg) unter der Katalog-Nr. 10471 aufbewahrt.
Aerugit war bereits lange vor der Gründung der International Mineralogical Association (IMA) bekannt und als eigenständige Mineralart anerkannt. Damit hätte Aerugit theoretisch den Status eines grandfathered Mineral. 1965 veröffentlichten allerdings R. J. Davis, M. H. Hey und Arthur W. G. Kingsbury eine Neubeschreibung von Aerugit und Xanthiosit aus dem angeblichen Fundort South Terras Mine (auch Resugga & Tolgarrick Mine, Union Mine oder Uranium Mine) bei St Stephen-in-Brannel in der englischen Grafschaft Cornwall (Vereinigtes Königreich), die mit der Veröffentlichung der New mineral names durch Michael Fleischer im Auftrag der Commission on new minerals and mineral names im gleichen Jahr bestätigt wurde. Auch wenn sich der Fundort später als Fälschung erwies (siehe Abschnitt Bildung und Fundorte), bedeutete dies dennoch eine nachträgliche Ankerkennung für beide Minerale. Daher werden diese seitdem in der „Liste der Minerale und Mineralnamen“ der IMA unter der Summenanerkennung „1965 s.p.“ (special procedure) geführt.

## Klassifikation
In der veralteten 8. Auflage der Mineralsystematik nach Strunz gehörte der Aerugit zur Mineralklasse der „Phosphate, Arsenate und Vanadate“ und dort zur Abteilung „Wasserfreie Phosphate, mit fremden Anionen“, wo er zusammen mit Angelellit die „Aerugit-Angelellit-Gruppe“ mit der Systemnummer VII/B.06 bildete.
In der zuletzt 2018 überarbeiteten Lapis-Systematik nach Stefan Weiß, die formal auf der alten Systematik von Karl Hugo Strunz in der 8. Auflage basiert, erhielt das Mineral die System- und Mineralnummer VII/B.09-010. Dies entspricht ebenfalls der Abteilung „Wasserfreie Phosphate, mit fremden Anionen F,Cl,O,OH“}, wo Aerugit zusammen mit Angelellit und Grattarolait eine unbenannte Gruppe mit der Systemnummer VII/B.09 bildet.
Auch die von der International Mineralogical Association (IMA) zuletzt 2009 aktualisierte 9. Auflage der Strunz’schen Mineralsystematik ordnet den Aerugit in die Abteilung der „Phosphate usw. mit zusätzlichen Anionen; ohne H2O“ ein. Diese ist allerdings weiter unterteilt nach der relativen Größe der beteiligten Kationen und dem Stoffmengenverhältnis der zusätzlichen Anionen (OH etc.) zum Phosphat-, Arsenat- bzw. Vanadatkomplex (RO4). Das Mineral ist hier entsprechend seiner Zusammensetzung in der Unterabteilung „Mit ausschließlich mittelgroßen Kationen; (OH usw.) : RO4 > 1 : 1 und < 2 : 1“ zu finden, wo es als einziges Mitglied die unbenannte Gruppe 8.BC.15 bildet.
In der vorwiegend im englischen Sprachraum gebräuchlichen Systematik der Minerale nach Dana hat Aerugit die System- und Mineralnummer 38.05.10.01. Dies entspricht ebenfalls der Klasse der „Phosphate, Arsenate und Vanadate“ und dort der Abteilung „Wasserfreie Phosphate etc.“, wo das Mineral als einziges Mitglied in einer unbenannte Gruppe mit der Systemnummer 38.05.10 innerhalb der Unterabteilung „Wasserfreie Phosphate etc., mit verschiedenen Formeln“ zu finden ist.

## Chemismus
Entsprechend der letzten, von Michael E. Fleet and Jacques Barbier 1989 durchgeführten, Strukturanalyse hat Aerugit die idealisierte chemische Zusammensetzung Ni17As6O32 (auch Ni8.5As3O16). In den vier Proben aus der Typlokalität Johanngeorgenstadt fanden sich allerdings auch geringe Fremdbeimengungen von Bismut, Cobalt, Eisen, Kupfer und Phosphor.

## Kristallstruktur
Aerugit kristallisiert trigonal in der Raumgruppe R3m (Raumgruppen-Nr. 166) mit den Gitterparametern a = 5,95 Å und c = 27,57 Å sowie drei Formeleinheiten pro Elementarzelle. Die Parameter für den Rhomboeder sind r = 9,8105 Å und α = 35,312°
| Kristallstruktur von Aerugit nach Fleet und Barbier |
| --- |
| - mit Blickrichtung entlang der a-Achse - mit Blickrichtung parallel zur c-Achse - mit Blickrichtung parallel der c-Achse, Stellung 2 - mit Sicht auf den Rhomboeder |
| Farblegende: 0 _ Ni 0 _ As 0 _ O |

## Bildung und Fundorte
Aerugit bildet sich als Sekundärmineral in hydrothermalen Ni-As-U-Erzlagerstätten. Als Begleitminerale treten je nach Fundort unter anderem gediegen Bismut, Bunsenit und/oder Xanthiosit auf.
Außer an seiner Typlokalität Johanngeorgenstadt konnte das Mineral in Sachsen noch in der Umgebung der nahe gelegenen Stadt Marienberg und etwa 1,5 km nordwestlich davon auf der Abrahamhalde am Schacht 139 (nicht zu verwechseln mit dem Vater Abraham Schacht, Wismutschacht 152) bei Lauta entdeckt werden.
Der bisher einzige weitere gesicherte Fundort liegt im Distrikt Ratnapura auf der Insel Sri Lanka (Stand 2025).
Bei dem 1965 durch R. J. Davis, M. H. Hey und Arthur W. G. Kingsbury publizierten Fundort South Terras Mine (auch Resugga & Tolgarrick Mine, Union Mine oder Uranium Mine) bei St Stephen-in-Brannel in der englischen Grafschaft Cornwall (Vereinigtes Königreich) handelt es sich dagegen um ein gefälschtes Vorkommen. In den 1990er Jahren konnte belegt werden, dass Kingsbury eine Reihe historischer Stufen aus alten Sammlungen von verschiedenen ausländischen Fundorten umetikettiert und als selbst in Großbritannien gefundene Stücke ausgegeben hatte. Eine ausführliche Zusammenfassung der Fälschungen von Kingsbury findet sich im 2001 von George Ryback, Alan D. Hart und Chris J. Stanley publizierten Artikel A. W. G. Kingsbury's specimens of British minerals.